# Liste des cavités naturelles les plus longues de la Manche
La liste des cavités naturelles les plus longues de la Manche recense, sous forme de tableau(x), les cavités souterraines naturelles connues dans ce département français, dont le développement est supérieur ou égal à quinze mètres.
La communauté spéléologique considère qu'une cavité souterraine naturelle n'existe vraiment qu'à partir du moment où elle est « inventée » c'est-à-dire découverte (ou redécouverte), inventoriée, topographiée et publiée. Bien sûr, la réalité physique d'une cavité naturelle est la plupart du temps bien antérieure à sa découverte par l'homme ; cependant tant qu'elle n'est pas explorée, mesurée et révélée, la cavité naturelle n'appartient pas au domaine de la connaissance partagée.
La liste spéléométrique des 9 plus longues cavités naturelles de la Manche (≥ quinze mètres) est actualisée à décembre 2018.
La plus longue cavité souterraine naturelle répertoriée dans le département de la Manche est  « le trou de la Route », sur la commune de Montmartin-sur-Mer (cf. ligne 1 du tableau ci-dessous).

## Répartition géographique
| \| Saint-Lô Avranches Cherbourg-en-Cotentin Coutances \| Répartition géographique des cavités naturelles de la Manche. |
| Saint-Lô Avranches Cherbourg-en-Cotentin Coutances                                                                     |

## Cavités de la Manche (France) dont le développement est supérieur ou égal à 15 mètres
9 cavités sont recensées au 31-12-2018.
| Réf. | Cavité (autres noms)     | Commune            | Massif ou zone | Coord. (WGS 84)             | Dévelop. (mètres) | Dénivel. (mètres) | Sources ou références     | Mise à jour |
| ---- | ------------------------ | ------------------ | -------------- | --------------------------- | ----------------- | ----------------- | ------------------------- | ----------- |
| 1    | Trou de la Route         | Montmartin-sur-Mer |                | 48° 59′ 23″ N, 1° 31′ 32″ O | +138, m           | NC                | Spéléométrie de la France | 2000-12     |
| 2    | Grotte Michèle           | Montmartin-sur-Mer |                |                             | +090, m           | +5, m             | Spéléométrie de la France | 2000-12     |
| 3    | Grotte de la Carrière    | La Meauffe         |                | 49° 10′ 42″ N, 1° 06′ 42″ O | +054, m           | NC                | Spéléométrie de la France | 2000-12     |
| 4    | Trou de Sainte-Colombe   | La Hague           |                |                             | +050, m           | NC                | Spéléométrie de la France | 2000-12     |
| 5    | Trou du Canon            | Montmartin-sur-Mer |                |                             | +044, m           | +5, m             | Spéléométrie de la France | 2000-12     |
| 6    | Grotte de la Forêt       | La Meauffe         |                |                             | +040, m           | NC                | Spéléométrie de la France | 2000-12     |
| 7    | Trou du Four             | Montmartin-sur-Mer |                |                             | +020, m           | NC                | Spéléométrie de la France | 2000-12     |
| 8    | Grotte des Mines d'or    | Carolles           |                | 48° 45′ 21″ N, 1° 34′ 27″ O | +020, m           | NC                | Spéléométrie de la France | 2000-12     |
| 9    | Grotte-tunnel de Jobourg | Jobourg            |                | 49° 40′ 30″ N, 1° 56′ 47″ O | +016, m           | NC                | Spéléométrie de la France | 2000-12     |

NOTA BENE : le trou Baligan d'une longueur de près de 200 m a été détruit en 1978 par la construction de la centrale nucléaire de Flamanville.